# Шорт-трек на зимних Олимпийских играх 1998
На соревнованиях по шорт-треку на зимних Олимпийских играх 1998 время впервые стали учитывать с точностью до тысячных долей секунды.

## Медалисты

### Мужчины
| Дисциплина      | Золото                                                                  | Серебро                                                                | Бронза                                             |
| --------------- | ----------------------------------------------------------------------- | ---------------------------------------------------------------------- | -------------------------------------------------- |
| 500 м           | Такафуми Ниситани Япония                                                | Ань Юйлун Китай                                                        | Хитоси Уэмацу Япония                               |
| 1000 м          | Ким Дон Сун Республика Корея                                            | Ли Цзяцзюнь Китай                                                      | Эрик Бедар Канада                                  |
| Эстафета 5000 м | Канада · Эрик Бедар · Деррик Кэмпбелл · Франсуа-Луи Дроле · Марк Ганьон | Республика Корея · Чхэ Джи Хун · Ли Джун Хван · Ли Хо Ын · Ким Дон Сун | Китай · Ли Цзяцзюнь · Фэн Кай · Юань Е · Ань Юйлун |

### Женщины
| Дисциплина      | Золото                                                             | Серебро                                                    | Бронза                                                             |
| --------------- | ------------------------------------------------------------------ | ---------------------------------------------------------- | ------------------------------------------------------------------ |
| 500 м           | Энни Перро Канада                                                  | Ян Ян (S) Китай                                            | Чон Ли Гён Республика Корея                                        |
| 1000 м          | Чон Ли Гён Республика Корея                                        | Ян Ян (S) Китай                                            | Вон Хе Гён Республика Корея                                        |
| Эстафета 3000 м | Республика Корея · Чон Ли Гён · Вон Хе Гён · Ан Сан Ми · Ким Юн Ми | Китай · Ян Ян (A) · Ян Ян (S) · Ван Чуньлу · Сунь Даньдань | Канада · Изабель Шаре · Энни Перро · Кристин Будриас · Таня Висент |